# Jodo Seitei
Jodo Seitei (também conhecido como Zen Nihon Kendō Renmei Jodo) é uma arte marcial criada em 1968 por Shimizu Takaji Sensei - junto a um comitê encarregado - na condição de ser um sistema mais compacto do Jodo (como  koryu) treinado até então, visando o ensino nos dojos de Kendo, consistindo de 12 kihon-waza (técnicas básicas) e 12 oyo-waza (técnicas aplicadas), ou katas.

Organização
Jodo Seitei é regulamentado pela International Kendo Federation (FIK).
No Brasil é regulamentado pela Confederação Brasileira de Kendo (CBKendo), entidade brasileira filiada à FIK e que promove também a prática do Kendo e Iaido Seitei no país (inclusive de forma on-line)

Equipamento
O jo, nas medidas de bastão curto, é uma criação totalmente japonesa. Não guarda nenhuma relação com o bastão longo oriundo da China.
As especificações de Jo são as seguintes:
As especificações de Jo são as seguintes:
Comprimento: 128cm
Diâmetro: 2,4 cm
Material: carvalho vermelho/branco
Forma: arredondado

As especificações de Tachi (espada de madeira) são as seguintes:
Comprimento total: 101,5 cm
Comprimento do punho: 24,2 cm
Material: Carvalho Branco

Um praticante chamado Uchi usa uma espada, e outro chamado Shi usa um jo e executa as técnicas.
A prática - Kihon
Kihon, ou técnicas básicas, são princípios no exercício do jo. Existem dois tipos de exercícios básicos: sozinho (Tandoku Dosa) e em dupla (Sotai Dosa). As técnicas são:
1 - Honte Uchi
2 - Gyakute Uchi
3 - Hikiotoshi Uchi
4 - Kaeshizuki
5 - Gyakutezuki
6 - Makiotoshi
7 - Kuritsuke
8 - Kurihanashi
9 - Tai Atari
10 - Tsukihazushi Uchi
11 - Dobarai Uchi
12 - Taihazushi Uchi (migi/hidari)

A prática - Kata
Kata (Movimentos de Forma), são as séries completas de movimentos, cobrados especialmente em competições e exames de graduação. Os katas são:
1 - Tsukizue
2 - Suigetsu
3 - Hissage
4 - Shamen
5 - Sakan
6 - Monomi
7 - Kasumi
8 - Tachiotoshi
9 - Raiuchi
10 - Seigan
11 - Midaredome
12 - Ranai
Referências
1. ↑  Kim Taylor com assistência de Jeff Broderick, Yasuhiro Mori, Joseph Svinth, Eric Tribe e Peter Yodzis, Kim (1 de setembro de 2000). «Uma Breve História da ZNKR Jodo». Revistas de Artes Marciais e Ciências Eletrônicas (inglês). Consultado em 27 de julho de 2023
2. ↑  «The Concept of Jodo». All Japan Kendo Federation. Consultado em 27 de julho de 2023
3. ↑  Confederação Brasileira de Kendo. «Jodo». Consultado em 27 de julho de 2023
4. ↑  Jodo Manual (English Version,translated by Chris Mansfield). Japan: All Japan Kendo Federation (Zen Nippon Kendo Renmei). 2006. pp. 3–4
5. ↑  Jodo Manual (English Version,translated by Chris Mansfield). Japan: All Japan Kendo Federation (Zen Nippon Kendo Renmei). 2006. p. 15
6. ↑  Jodo Manual (English Version,translated by Chris Mansfield). Japan: All Japan Kendo Federation (Zen Nippon Kendo Renmei). 2006. p. 16
7. ↑  Jodo Manual (English Version,translated by Chris Mansfield). Japan: All Japan Kendo Federation (Zen Nippon Kendo Renmei). 2006. p. 24
8. ↑  Jodo Manual (English Version,translated by Chris Mansfield). Japan: All Japan Kendo Federation (Zen Nippon Kendo Renmei). 2006. p. 40